# 大宮神社 (岩出市)

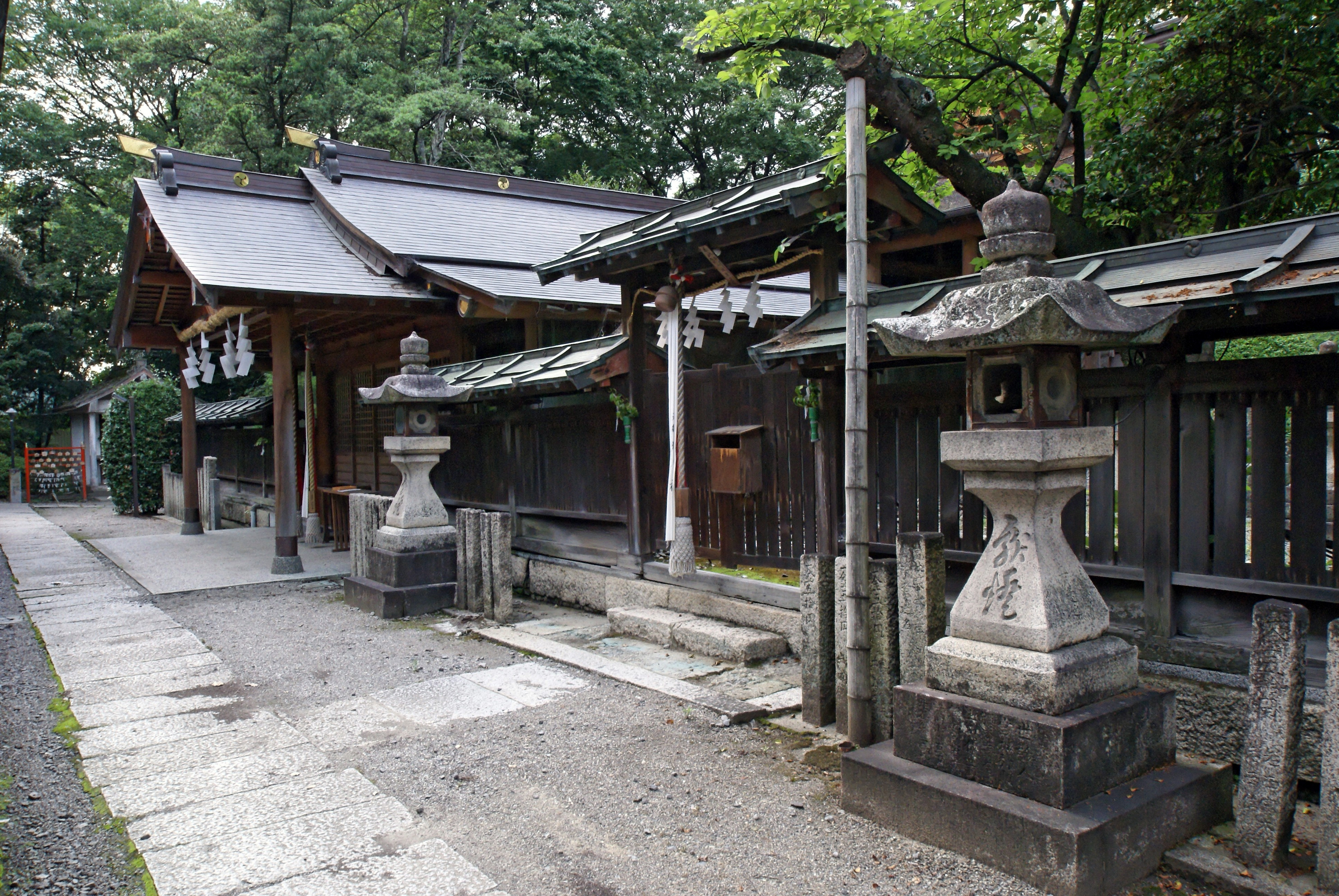
拝殿

大宮神社（おおみやじんじゃ）は和歌山県岩出市にある神社。

## 由緒
和銅5年（712年）に熱田神宮より日本武尊を勧請して創建され、当地の産土神となった。中世、高野山金剛峯寺を下った興教大師覚鑁が根来寺開創に際し、康治元年（1142年）に仏法の守護神として神祇官八神を祀り1,000神余を勧請した。それにより総社権現または三部権現、総社明神という名称になり、相前後して鳥羽上皇の勅願所に定められ隆盛した。しかし天正13年（1585年）の豊臣秀吉による紀州征伐（根来寺攻め）の兵火を受けて社殿を焼失。現在の社殿は江戸時代に紀州藩主徳川頼宣によって再建されて以降ものである。
近代においては、1873年（明治6年）に村社、1923年（大正12年）3月27日に郷社に列格。

## 祭神
- 主祭神 - 日本武尊
- 配祀神 - 神祇官八神（高皇産霊神、神皇産霊神、魂留産霊神、生産霊神、足産霊神、大宮賣神、御食津神、事代主神）、素戔嗚尊等十二柱の大神

## 境内
鎮守の杜に覆われた2万平方メートルの社域を有する。
- 本社
- 神楽殿
- 御供所
- 鐘楼
- 摂社
  - 衣毘須大黒天社
  - 正八幡宮
  - 住吉社
  - 春日社

## 祭事
- 大宮祭 - 10月第1土曜日の深夜から開催される。斎刺祭（よみさしまつり）とも。

## 交通アクセス
- JR和歌山線 岩出駅 徒歩約10分
- 樽井駅前、砂川駅前から和歌山バス那賀岩出駅前行きに乗車し、大宮停留所で下車、徒歩約5分
- 岩出市巡回バス、紀の川コミュニティバス宮停留所で下車、徒歩約5分